# Gustavo Oberman
Gustavo Andrés Oberman (Quilmes, 25 maart 1985) is een Argentijns profvoetballer. Hij speelde sinds februari 2009 als aanvaller bij het Spaanse Córdoba CF. Oberman heeft een Nederlandse grootvader.

## Clubcarrière
Oberman begon als voetballer in de jeugdelftallen van Quilmes AC. In eigen land speelde hij als prof voor Argentinos Juniors (2003-2005, 2006) en CA River Plate (2005-2006). Sinds januari 2007 wordt Oberman door Argentinos Juniors verhuurd aan CD Castellón, dat uitkomt in de Spaanse Segunda División A. In 2008 vertrok Oberman naar CFR Cluj. Sinds februari 2009 speelde Oberman voor het Spaanse Córdoba CF. Om te proberen om de club uit de degradatiezone te halen.

## Interlandcarrière
Bij het WK Onder-20 dat in juni en juli 2005 in Nederland werd gehouden, won Oberman met Argentinië de wereldtitel. Hij vormde samen met Lionel Messi van FC Barcelona het aanvalsduo. Oberman speelde zeven wedstrijden en maakte zijn enige doelpunt van het toernooi in de kwartfinale tegen Spanje.